# Lei de Coulomb
A lei de Coulomb é uma lei experimental da física que descreve a interação eletrostática entre partículas eletricamente carregadas. Foi formulada e publicada pela primeira vez em 1783 pelo físico francês Charles Augustin de Coulomb e foi essencial para o desenvolvimento do estudo da eletricidade.
Esta lei estabelece que o módulo da força entre duas cargas elétricas puntiformes (q1 e q2) é diretamente proporcional ao produto dos valores absolutos (módulos) das duas cargas e inversamente proporcional ao quadrado da distância r entre eles. Esta força pode ser atrativa ou repulsiva dependendo do sinal das cargas. É atrativa se as cargas tiverem sinais opostos. É repulsiva se as cargas tiverem o mesmo sinal.
Sendo uma lei do inverso do quadrado , a lei é análoga à lei do inverso do quadrado da gravitação universal de Isaac Newton , mas as forças gravitacionais são sempre atrativas, enquanto as forças eletrostáticas podem ser atrativas ou repulsivas.  A lei de Coulomb pode ser usada para derivar a lei de Gauss e vice-versa. No caso de uma única carga pontual estacionária, as duas leis são equivalentes, expressando a mesma lei física de maneiras diferentes. A lei foi testada extensivamente e as observações confirmaram a lei na escala de 10 −16 m a 10 8 m.

## História

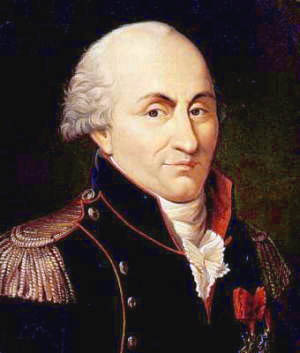
Charles-Augustin de Coulomb

Os primeiros investigadores do século XVIII que suspeitaram que a força elétrica diminuía com a distância como a força da gravidade (ou seja, como o inverso do quadrado da distância) incluíram Daniel Bernoulli e Alessandro Volta , ambos medindo a força entre as placas de um capacitor e Franz Aepinus que supôs a lei do inverso do quadrado em 1758.
Com base em experimentos com esferas eletricamente carregadas, Joseph Priestley, em 1767, foi um dos primeiros a propor que a força elétrica seguia uma lei do inverso do quadrado, semelhante à lei da gravitação universal de Newton. No entanto, ele não generalizou ou elaborou sobre isso. Em 1767, ele conjeturou que a força entre as cargas variava como o inverso do quadrado da distância.
Em 1769, o físico escocês John Robison anunciou que, de acordo com suas medições, a força de repulsão entre duas esferas com cargas do mesmo sinal variava em x -2,06 .
No início da década de 1770, a dependência da força entre corpos carregados em relação à distância e à carga já havia sido descoberta, mas não publicada, por Henry Cavendish da Inglaterra.
Charles Augustin Coulomb foi o primeiro a realizar uma investigação experimental direta da lei de forças. Em 1785, ele publicou três relatórios sobre eletricidade e magnetismo, onde declarou o que veio a ser conhecido como Lei de Coulomb. Ele utilizou uma balança de torção para estudar as forças de repulsão e atração de partículas carregadas e determinou que a magnitude da força elétrica entre duas cargas pontuais é diretamente proporcional ao produto das cargas e inversamente proporcional ao quadrado da distância entre elas.
A balança de torção consiste em uma barra suspensa em seu meio por uma fibra fina. A fibra atua como uma mola de torção muito fraca. No experimento de Coulomb, a balança de torção era uma haste isolante com uma bola revestida de metal presa a uma extremidade, suspensa por um fio de seda. A bola foi carregada com uma carga conhecida de eletricidade estática, e uma segunda bola carregada da mesma polaridade foi trazida para perto dela. As duas bolas carregadas se repeliam, torcendo a fibra em um determinado ângulo, que podia ser lido em uma escala do instrumento. Ao saber quanta força era necessária para torcer a fibra através de um determinado ângulo, Coulomb foi capaz de calcular a força entre as bolas e deduzir a lei da proporcionalidade do inverso do quadrado.

## Definição

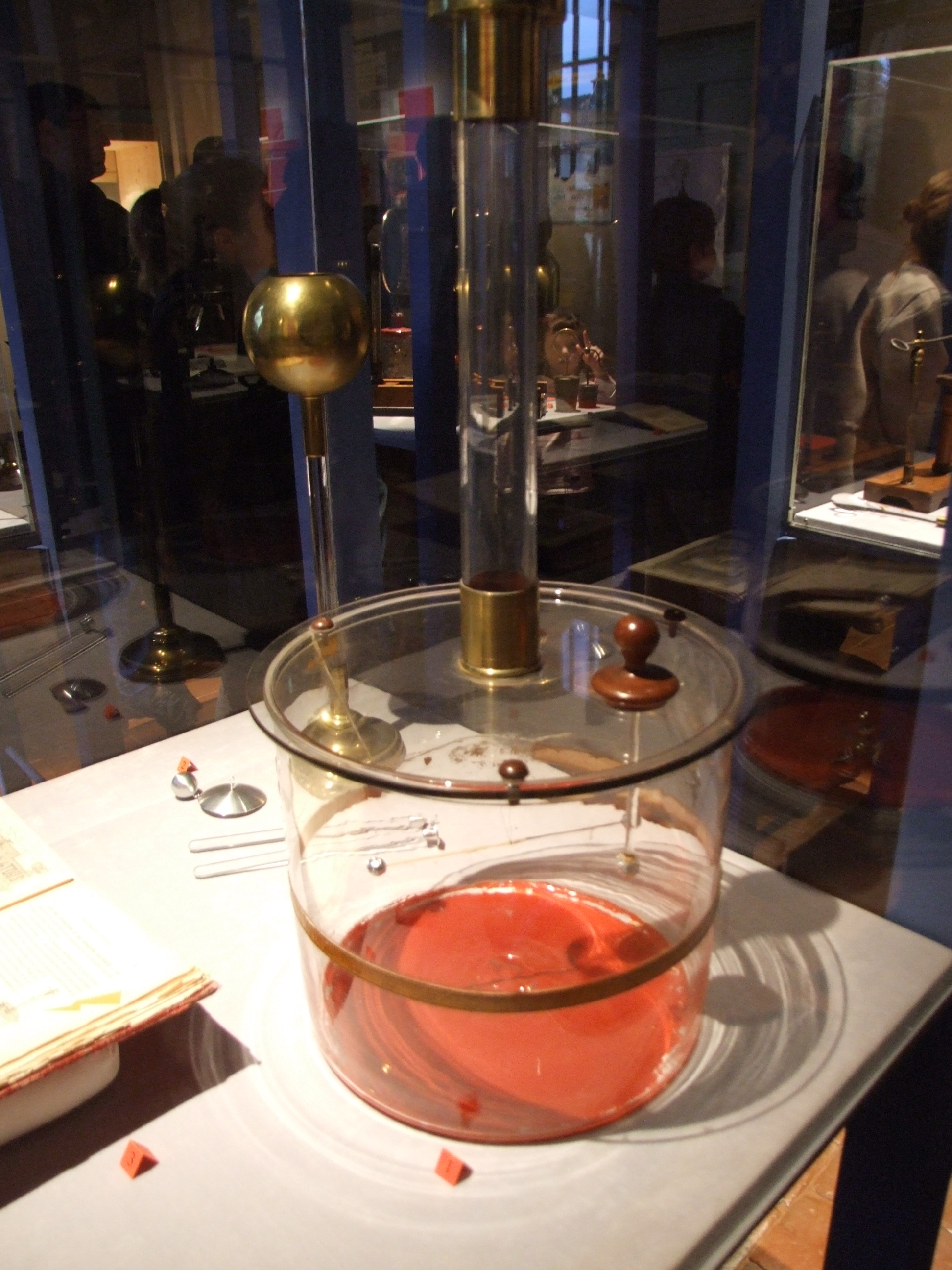
Balança de Coulomb

A lei de Coulomb afirma que:
A magnitude das forças eletrostáticas com as quais duas cargas pontuais em repouso interagem é diretamente proporcional ao produto da magnitude de ambas as cargas e inversamente proporcional ao quadrado da distância que as separa.A força eletrostática atua ao longo da linha reta entre as cargas. Se ambas as cargas possuem o mesmo sinal, a força eletrostática entre elas será de repulsão; se elas possuírem sinais diferentes, a força entre elas será de atração.
A lei de Coulomb também pode ser expressa como uma expressão matemática simples. As formas escalar e vetorial da equação matemática são:

### Forma escalar da lei
A forma escalar fornece a magnitude do vetor da força eletrostática {\displaystyle F}  entre duas cargas pontuais q1 e q2  mas não sua direção. Se {\displaystyle r} é a distância entre as cargas, a magnitude da força é
{\displaystyle |\mathbf {F} |=k_{\text{e}}{|q_{1}q_{2}| \over r^{2}}\qquad }

Onde:
- {\displaystyle k_{e}} é a Constante de Coulomb ({\displaystyle k_{e}} = 8.9875517873681764×109 N⋅m2⋅C−2 );
- {\displaystyle q_{1}} e {\displaystyle q_{2}} são as magnitudes sinalizadas das cargas, expressas em Coulomb (C)
- a força eletrostática é dada em Newtons (N )

### Forma vetorial da lei
A lei de Coulomb afirma que a força eletrostática {\displaystyle F}1 experimentado por uma carga, q1 na posição {\displaystyle r}1  nas proximidades de outra carga, q2 na posição {\displaystyle r}2 no vácuo é igual a:

Diagrama que descreve o mecanismo básico da lei de Coulomb. As cargas iguais se repelem e as cargas opostas se atraem

{\displaystyle \qquad \mathbf {F} _{1}=k_{\text{e}}{\frac {q_{1}q_{2}}{{|\mathbf {r} _{12}|}^{2}}}\mathbf {\widehat {r}} _{12},\qquad }
Onde:
- o escalar {\displaystyle r} é a distância entre as cargas, dada em metros (m)
- o vetor {\textstyle r_{12}=r_{1}-r_{2}}  é a distância vetorial entre as cargas, e {\textstyle {\widehat {\mathbf {r} }}_{12}={\frac {\mathbf {r_{12}} }{\mathbf {|r_{12}|} }}} (um vetor de unidade apontando de {\textstyle q_{2}} a {\textstyle q_{1}}).
- a força eletrostática é dada em Newtons (N)

A forma vetorial da lei de Coulomb é simplesmente a definição escalar da lei com a direção dada pelo vetor unitário, {\displaystyle {\hat {r}}}12, paralelo com a linha de carga q2 a carga q1. Se ambas as cargas tiverem o mesmo sinal (como cargas), o produto q1q2 é positivo e a direção da força sobre q1 é dado por {\displaystyle {\hat {r}}}12 as cargas repelem. Se as cargas tiverem sinais opostos, o produto q1q2 é negativo e a direção da força sobre q1 é -{\displaystyle {\hat {r}}}12 as cargas se atraem.
A força eletrostática {\displaystyle F}2 experimentado por q2, de acordo com a terceira lei de Newton , é {\displaystyle F}2 = {\displaystyle -F}1.
No sistema CGS de unidades, que adota cm, g, s como unidades básicas, toma-se {\displaystyle k=1}  para interação entre cargas no vácuo, e define-se a unidade de carga como aquela que exerce uma força de 1 dina sobre outra carga idêntica à distância de 1 cm.

### Constante de Coulomb
A constante de Coulomb é um fator de proporcionalidade que aparece na lei de Coulomb, bem como em outras fórmulas relacionadas à eletricidade. O valor dessa constante depende do meio em que os objetos carregados estão imersos. Denotada, também é chamada de constante de força elétrica ou constante eletrostática, daí o subscrito {\displaystyle e}.
Antes da redefinição das unidades do SI, a constante de Coulomb no vácuo era considerada como tendo um valor exato:
{\displaystyle {\begin{aligned}k_{\text{e}}&={\frac {1}{4\pi \varepsilon _{0}}}={\frac {c_{0}^{2}\mu _{0}}{4\pi }}=c_{0}^{2}\times 10^{-7}\ {H\cdot m}^{-1}\\&=8.987\,551\,787\,368\,176\,4\times 10^{9}\ {N\cdot m^{2}\cdot C}^{-2}.\end{aligned}}}
Desde a redefinição, a constante de Coulomb não é mais exatamente definida e está sujeita ao erro de medição. Conforme calculado a partir dos valores recomendados do CODATA 2018, a constante de Coulomb é
{\displaystyle k_{\text{e}}=8.987\,551\,792\,3\,(14)\times 10^{9}\ {N\cdot m^{2}\cdot C}^{-2}}
Em unidades Gaussianas e unidades Lorentz-Heaviside , que são ambos sistemas de unidades CGS , a constante tem diferentes valores adimensionais .
Em unidades electrostáticas ou unidades gaussianas a unidade de carga ( ESU ou statcoulomb ) é definida de tal modo que a constante de Coulomb desaparece, uma vez que tem o valor de um e torna-se adimensional.
{\displaystyle k_{\text{e}}=1} (Unidades gaussianas).
Em unidades de Lorentz-Heaviside, também chamadas de unidades racionalizadas , a constante de Coulomb é adimensional e é igual a:
{\displaystyle k_{\text{e}}={\frac {1}{4\pi }}} (Unidades Lorentz-Heaviside)
As unidades gaussianas são mais adequadas para problemas microscópicos, como a eletrodinâmica de partículas individuais eletricamente carregadas. As unidades SI são mais convenientes para fenômenos práticos de grande escala, como aplicações de engenharia.

### Limitações
Existem três condições a serem cumpridas para a validade da lei de Coulomb:
1. As cargas devem ter uma distribuição esfericamente simétrica (por exemplo, cargas pontuais ou uma esfera de metal carregada).
2. As cargas não devem se sobrepor (por exemplo, devem ser cargas pontuais distintas).
3. As cargas devem ser estacionárias uma em relação à outra.

A última delas é conhecida como aproximação eletrostática . Quando o movimento ocorre, a teoria da relatividade de Einstein  deve ser levada em consideração, e um resultado, é introduzido um fator extra, o que altera a força produzida sobre os dois objetos. Essa parte extra da força é chamada de força magnética e é descrita por campos magnéticos. Para movimentos lentos, a força magnética é mínima e a lei de Coulomb ainda pode ser considerada aproximadamente correta, mas quando as cargas estão se movendo mais rapidamente em relação umas às outras, todas as regras eletrodinâmicas (incorporando a força magnética) devem ser consideradas.

## Campos elétricos
As forças de campo podem agir através do espaço, produzindo um efeito mesmo quando não ocorre contato físico na interação entre os objetos. O campo gravitacional {\displaystyle {\vec {g}}}  em um ponto no espaço devido a uma partícula de origem como sendo igual à força gravitacional {\displaystyle {\vec {F}}}g agindo sobre uma partícula teste de massa m dividida pela massa: {\displaystyle {\vec {g}}={\vec {Fg}}/m}. O conceito de campo foi desenvolvido por Michael Faraday (1791-1867) no contexto das forças elétricas. Diz-se que um campo elétrico existe na região de espaço em torno de um objeto carregado, a carga fonte. Quando outro objeto carregado – a carga teste – entra neste campo elétrico, uma força elétrica atua sobre ele.
Define-se campo elétrico devido à carga fonte no local da carga teste como sendo a força elétrica sobre a carga teste por unidade de carga, ou, mais especificamente, o vetor campo elétrico {\displaystyle {\vec {E}}} num ponto no espaço é definido como força elétrica {\displaystyle {\vec {F}}}  agindo sobre uma carga teste positiva q0 colocada nesse ponto dividida pela carga teste:
{\displaystyle {\vec {E}}={\frac {\vec {Fe}}{q0}}}
- O vetor {\displaystyle {\vec {E}}} tem unidades no SI de newtons por coulomb (N/C).

Observe também que a existência de um campo elétrico é uma propriedade de sua fonte; a presença da carga teste não é necessária para o campo existir. A carga teste funciona como um detector do campo elétrico: um campo elétrico existe em um ponto se uma carga teste nesse momento experimenta uma força elétrica. Uma vez que o campo elétrico é conhecido em algum momento, a força sobre qualquer partícula com carga q colocada nesse ponto pode ser calculada a partir de um rearranjo:
{\displaystyle {\vec {Fe}}=q{\vec {E}}}
Uma vez que a força elétrica sobre uma partícula é avaliada, o seu movimento pode ser determinado a partir do modelo de partícula sob força resultante ou o modelo da partícula em equilíbrio (a força elétrica pode ter que ser combinada com as outras forças que atuam sobre a partícula).

## Experimento simples para verificar a lei de Coulomb

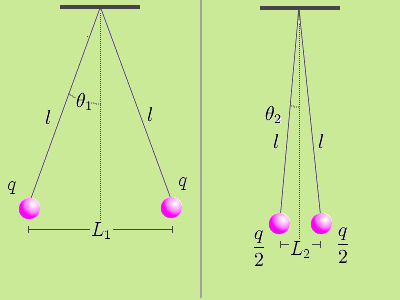
Experimento para verificar a lei de Coulomb

É possível verificar a lei de Coulomb com um experimento simples. Considere duas pequenas esferas de massa me carga de mesmo sinal {\displaystyle q}, penduradas em duas cordas de massa desprezível e de comprimento {\displaystyle l}. As forças que atuam em cada esfera são três: o peso {\displaystyle mg}, a tensão da corda {\displaystyle \mathbf {T} } e a força elétrica {\displaystyle \mathbf {F} }.
No estado de equilíbrio:
| {\displaystyle \mathbf {T} \sin \theta _{1}=\mathbf {F} _{1}} | \| \| \| \| \| \| \| \| | (1) |
|                                                               |                         |     |
|                                                               |                         |     |

| {\displaystyle \mathbf {T} \cos \theta _{1}=mg} | \| \| \| \| \| \| \| \| | (2) |
|                                                 |                         |     |
|                                                 |                         |     |

Dividindo (1) por (2):
| {\displaystyle {\frac {\sin \theta _{1}}{\cos \theta _{1}}}={\frac {F_{1}}{mg}}\Rightarrow F_{1}=mg\tan \theta _{1}} | \| \| \| \| \| \| \| \| | (3) |
| |                         |     |
| |                         |     |

Sendo {\displaystyle \mathbf {L} _{1}} a distância entre as esferas carregadas; a força de repulsão entre elas {\displaystyle \mathbf {F} _{1}}, assumindo que a lei de Coulomb está correta, é igual a
| {\displaystyle F_{1}={\frac {q^{2}}{4\pi \varepsilon _{0}L_{1}^{2}}}} | \| \| \| \| \| \| \| \| | (Lei de Coulomb) |
|                                                                       |                         |                  |
|                                                                       |                         |                  |

então:
| {\displaystyle {\frac {q^{2}}{4\pi \varepsilon _{0}L_{1}^{2}}}=mg\tan \theta _{1}\,\!} | \| \| \| \| \| \| \| \| | (4) |
|                                                                                        |                         |     |
|                                                                                        |                         |     |

Se agora descarregamos uma das esferas, e a colocamos em contato com a esfera carregada, cada uma delas adquire uma carga {\textstyle {\frac {q}{2}}}. No estado de equilíbrio, a distância entre as cargas será {\textstyle \mathbf {L} _{2}<\mathbf {L} _{1}} e a força repulsiva entre elas será
| {\displaystyle F_{2}={\frac {{({\frac {q}{2}})}^{2}}{4\pi \varepsilon _{0}L_{2}^{2}}}={\frac {\frac {q^{2}}{4}}{4\pi \varepsilon _{0}L_{2}^{2}}}\,\!} | \| \| \| \| \| \| \| \| | (5) |
| |                         |     |
| |                         |     |

Sabemos que {\displaystyle \mathbf {F} _{2}=mg\tan \theta _{2}} e:
{\displaystyle {\frac {\frac {q^{2}}{4}}{4\pi \varepsilon _{0}L_{2}^{2}}}=mg\tan \theta _{2}}
Dividindo (4) por (5), obtemos:
| {\displaystyle {\frac {\left({\cfrac {q^{2}}{4\pi \varepsilon _{0}L_{1}^{2}}}\right)}{\left({\cfrac {\frac {q^{2}}{4}}{4\pi \varepsilon _{0}L_{2}^{2}}}\right)}}={\frac {mg\tan \theta _{1}}{mg\tan \theta _{2}}}\Rightarrow 4{\left({\frac {L_{2}}{L_{1}}}\right)}^{2}={\frac {\tan \theta _{1}}{\tan \theta _{2}}}} | \| \| \| \| \| \| \| \| | (6) |
| |                         |     |
| |                         |     |

Medindo os ângulos {\displaystyle \theta _{1}} e {\displaystyle \theta _{2}} e a distância entre as cargas {\displaystyle \mathbf {L} _{1}} e {\displaystyle \mathbf {L} _{2}} é suficiente para verificar se a igualdade é verdadeira levando em consideração o erro experimental. Na prática, os ângulos podem ser difíceis de medir, portanto, se o comprimento das cordas for suficientemente grande, os ângulos serão pequenos o suficiente para fazer a seguinte aproximação:
| {\displaystyle \tan \theta \approx \sin \theta ={\frac {\frac {L}{2}}{\ell }}={\frac {L}{2\ell }}\Rightarrow {\frac {\tan \theta _{1}}{\tan \theta _{2}}}\approx {\frac {\frac {L_{1}}{2\ell }}{\frac {L_{2}}{2\ell }}}} | \| \| \| \| \| \| \| \| | (7) |
| |                         |     |
| |                         |     |

Usando essa aproximação, a relação (6) se torna uma expressão muito mais simples:
| {\displaystyle {\frac {\frac {L_{1}}{2\ell }}{\frac {L_{2}}{2\ell }}}\approx 4{\left({\frac {L_{2}}{L_{1}}}\right)}^{2}\Rightarrow \,\!} {\displaystyle {\frac {L_{1}}{L_{2}}}\approx 4{\left({\frac {L_{2}}{L_{1}}}\right)}^{2}\Rightarrow {\frac {L_{1}}{L_{2}}}\approx {\sqrt[{3}]{4}}\,\!} | \| \| \| \| \| \| \| \| | (8) |
| |                         |     |
| |                         |     |

Dessa forma, a verificação se limita a medir a distância entre as cargas e verificar se a divisão se aproxima do valor teórico.